# Comuna Negurenii Vechi, Ungheni
Comuna Negurenii Vechi este o comună din raionul Ungheni, Republica Moldova. Este formată din satele Negurenii Vechi (sat-reședință), Coșeni, Țîghira și Zăzulenii Vechi.

## Demografie
Conform datelor recensământului din 2014, comuna are o populație de 1.845 de locuitori. La recensământul din 2004 erau 2.237 de locuitori.

## Administrație și politică
Componența Consiliului local Negurenii Vechi (11 consilieri), ales la 5 noiembrie 2023, este următoarea:
|  | Partid                            | Consilieri | Componență | Componență | Componență | Componență | Componență | Componență | Componență |
|  | --------------------------------- | ---------- | ---------- | ---------- | ---------- | ---------- | ---------- | ---------- | ---------- |
|  | Partidul Acțiune și Solidaritate  | 7          |            |            |            |            |            |            |            |
|  | Partidul Social Democrat European | 4          |            |            |            |            |            |            |            |